# Don Carlos (Schiff, 1997)
Die Don Carlos ist ein Autotransporter der schwedischen Reederei Wallenius Lines. Als Pure Car and Truck Carrier ist sie ausgelegt für den Transport von bis zu 7200 Automobilen. Sie besitzt 13 Decks, auf denen sie normalerweise eine Kombination von PKW und LKW transportiert. Ein Teil der Decks ist zur Aufnahme der LKW oder wahlweise RoRo-Ladung verstärkt. Das Schiff ist hauptsächlich im Nordatlantikverkehr im Einsatz. Hauptanlaufhäfen liegen in Westeuropa und Nordamerika. Häufig ist das Schiff in Bremerhaven zu sehen. Die Don Carlos wurde in Seoul, Südkorea, gebaut. Der Stapellauf erfolgte 1997. Der Autotransporter fährt unter schwedischer Flagge. Das Schwesterschiff der Don Carlos ist die Elektra.

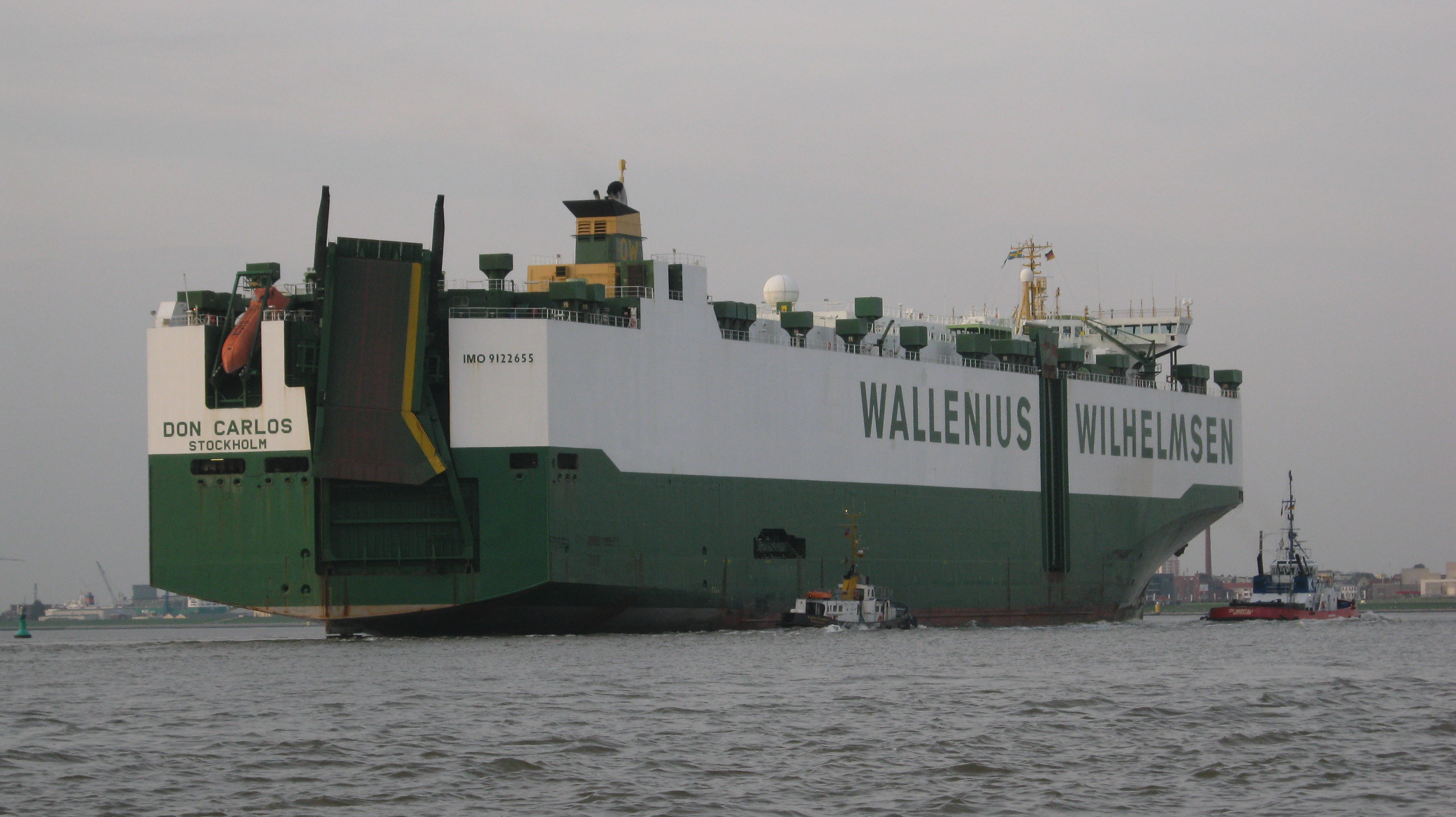
Das Heck der Don Carlos